# Cataluña (Albéniz)
Cataluña, Op. 47, n.º 2 es una composición de Isaac Albéniz. Se estrenó en su versión para piano en París en enero de 1899. Desde entonces ha sido transcrito para guitarra clásica por Miguel Llobet, y se ha convertido en un básico del repertorio para guitarra clásica. Ha sido interpretada y grabada por guitarristas como John Williams, Milos Janjic, Charles Mokotoff y muchos otros. Por lo general se interpreta en la tonalidad de sol menor. El manuscrito, conservado en el Conservatorio de Madrid, aparece fechado el 24 de marzo de 1886. Es una corranda, danza que se baila en corro con las manos de las mujeres sobre los hombros de los varones.